# Monoterpè
Els monoterpens són el conjunt de terpens formats per dues unitats d'isoprè (fórmula química C10H16). Els monoterpens poden ser lineals (acíclics) o contenir anells. Els terpens modificats, com els que contenen funcionalitat d'oxigen o que els manca un grup metil, s'anomenen monoterpenoides. Degut al seu baix pes molecular, són compostos volàtils a temperatura ambient. Tenen rellevància per a la indústria farmacèutica, cosmètica, agrícola i alimentària.

## Rol biològic
Els monoterpens es troben molt presents a la natura, majoritàriament en plantes, però també en insectes i fongs, i actuen com a agents de protecció (per exemple sequeres o altes temperatures), comunicació (p. ex. feromones o senyals d'alerta) o defensa (p. ex. contra herbívors o patògens).

### Biosíntesi
El precursor biosintètic dels monoterpens és el pirofosfat de geranil que isomeritza a pirofosfat de neril, a partir del qual es genera la gran varietat de monoterpens per mitjà de transformacions bioquímiques com ara ciclacions, oxidacions i transposicions, entre d'altres. Els principals enzims implicats són les sintases i les ciclases. Aquestes transformacions bioquímiques són sistemàtiques, ja que s'hi poden identificar tres etapes: la primera és d'iniciació, en la que es genera un catió típicament per l'eliminació del pirofosfat, tot i que existeixen altres vies com l'obertura d'un epòxid o la protonació d'una olefina. La segona etapa és la de propagació d'aquest catió tant sigui per ciclació, desplaçament 1-3 o desplaçament 1-2. L'última etapa és la finalització, és a dir, l'eliminació del catió tant sigui per l'eliminació de protó, addició d'aigua o eliminació 1-3 de protó generant un ciclopropà. Finalment en alguns casos es donen reaccions secundàries com oxidacions -especialment al citocrom p450-, transposicions, alquilacions i condensacions que poden generar metabòlits d'origen biogenètic mixt.
S'estima que existeixen aproximadament un miler de monoterpens diferents. Aquests compostos es poden agrupar segons els diferents tipus d'esquelets: Monoterpens acíclics -que tant poden ser hidrocarburs, alcohols o aldehids-, monocíclics que són els mentans i els bicíclics que són els tujans -un anell de 6 i un de 3-, carans -un anell de 6 i un de 3-, pinans -un anell de 6 i un de 4- i bornans -un anell de 6 i un altre de 5. Tots aquests esquelets esmentats anteriorment són monoterpens regulars, ja que provenen de la unió de 2 unitats d'isoprè activat cap-cua. També existeixen els monoterpens irregulars que provenen de la unió de 2 unitats d'isopre activat cap-mig generant les piretrines que poden tenir tres tipus d'esquelets diferents: crisantemil, artemisil i santolinil.

## Usos
Els monoterpens, com a components dels olis essencials de moltes plantes, s'han fet servir des de temps immemorials. Es té constància de l'ús d'extractes de plantes per tractar un ampli rang de malalties humanes ja en l'antic Egipte. Avui en dia, els monoterpens són usats en cosmètics, colònies, productes de neteja o additius alimentaris.